# Carlos María Penadés
Carlos María Penadés   (Montevideo, 24 de gener de 1902 - 29 de juliol de 1976) fou un polític uruguaià, pertanyent al Partit Nacional.
Graduat com a advocat, va ser militant des de la seva joventut a les files partidàries al sector herrerista, i després al sector liderat per Daniel Fernández Crespo; va desempenyorar tasques periodístiques com a director als diaris El Debate i després El Nacional. Entre 1935 i 1937 va ser Sotssecretari del Ministeri d'Instrucció Pública i Previsió Social. Després va ocupar el càrrec de Secretari de la Càmera de Senadors.
A partir de 1947 va ser edil en el departament de Montevideo, durant tres períodes, fins i tot que el desembre de 1956 es va incorporar al Senat substituint a Carmelo González. Va ser reelegit en els comicis de 1958, en els que va triomfar el seu partit, ocupant la banca fins i tot 1963.
En les eleccions de 1962 va ser elegit en cinquè lloc en la llista triomfadora per integrar el Consell Nacional de Govern entre 1963 i 1967. En aquest caràcter, en demanar llicencia el President del cos, Alberto Héber Usher, per ser candidat a President de la República en les eleccions de novembre de 1966, Penadés el va substituir entre setembre de 1966 i gener de 1967. Posteriorment, es va exercir com a senador durant un període més, fins i tot 1972.